# Com Hem
Com Hem Aktiebolag var fram till den 30 april 2020 ett svenskt företag inom telekommunikation som bland annat levererade TV, bredband och telefoni, så kallad triple-play, via dels ett eget kabel-TV-nät, samt via både egna och öppna fibernät, till många orter i Sverige.
Verksamheten startade 1983 inom dåvarande Televerket. År 2003 sålde Telia bolaget till en riskkapitalfond inom EQT för att få konkurrensmyndigheternas godkännande att gå samman med finländska telebolaget Sonera. Efter att ha ägts av olika riskkapitalbolag och under 4 år varit börsnoterat, köpte Tele2 bolaget 2018 men fortsatte att använda båda varumärkena. I april 2021 upphörde användningen av varumärket Com Hem och alla Com Hem-kunder omvandlades då till Tele2-kunder.
Under 2008 uppgick Com Hem marknadsandel till 75 procent av den svenska kabel-TV-marknaden. År 2010 hade Com Hem omkring 1 761 000 hushåll anslutna, varav 536 900 kunder hade bredband, 609 900 digital-TV och 364 900 telefoni från Com Hem. Företagets omsättning 2010 var 4 322 MSEK. Resultatet före skatt och finansiella kostnader var 1 854 MSEK, vilket innebär en marginal på nästan 43 procent.
Com Hem hade kundtjänstkontor i Örnsköldsvik, Härnösand och sedan 2014 även i Sundsvall. Kontoret i Härnösand var stadens största privata arbetsgivare med 185 medarbetare och lades ned hösten 2021 varvid personalen överfördes till Tele2s nya lokaler i Sundsvall.

## Historia
Företaget bildades 1983, då man började sända kabel-TV i Lund, och har tidigare hetat Televerket Kabel-TV, Svenska Kabel-TV AB, därpå Telia InfoMedia TeleVision AB, men inför det planerade samgåendet mellan Telia och det norska telebolaget Telenor ändrades namnet 1999 till Com Hem AB. Företaget ägdes ursprungligen av Televerket och efter bolagiseringen av Telia, men av konkurrensskäl var man vid samgåendet mellan Telia och det finländska telebolaget Sonera 2003 tvungen att avyttra Com Hem, vilket köptes av en riskkapitalfond inom EQT.
Bolaget var börsnoterat på Nasdaq OMX Stockholm mellan 17 juni 2014 och 1 november 2018.
- 1983 - Televerket kabel-TV bildas.
- 1993 - Televerket kabel-tv ombildas till Svenska Kabel-TV AB.
- 1996 - Svenska Kabel-TV AB byter namn till Telia InfoMedia Television.
- 1997 - Lansering av digitala tv-sändningar.
- 1999 - Telia InfoMedia Television byter namn till Com Hem AB och börjar erbjuda bredbandstjänster.
- 2003 - EQT köper Com Hem AB.
- 2004 - Com Hem lanserar IP-telefoni.
- 2006 - The Carlyle Group och Providence Equity Partners köper Com Hem AB.
- 2006 - Sammanslagning med UPC Sverige.
- 2009 - Com Hem lanserar On Demand-tjänster för tv.
- 2010 - Utbyggnaden av On Demand fortsätter och beräknas vara klar innan årsskiftet. Carlyle och Providence Equity Partner vill sälja Com Hem för 13–18 miljarder kronor.[12]
- 2011 - private equity-företaget BC Partners köper Com Hem AB i juli.[13]
- 2012 - Presenterar samarbete med amerikanska Tivo.
- 2013 - Presenterar samarbete med amerikanska Netflix och som blir en integrerad del av Tivo under 2014.[14]
- 2014 - Com Hem köper Phoneras telefonverksamhet för 315 miljoner kronor.
- 2014 - Com Hem börsnoteras på Nasdaq OMX Stockholm.
- 2016 - Com Hem meddelar att de ingått avtal om att köpa den statligt ägda betal-tv-operatören Boxer för 1,33 miljarder kronor.[15]
- 2017 - Com Hem Play görs tillgängligt för alla som har ett TV-abonnemang hos Com Hem.
- 2018 - Com Hem och Tele2 meddelar att de går samman under bolaget Tele2. Com Hem fortsätter att finnas kvar som varumärke. [16]
- 2020 - Com Hem fusioneras med Tele2 och upphör därmed som separat dotterbolag till Tele2.
- 2020 - Com Hem upphör med de analoga utsändningarna i kabel-tv-nätet.
- 2020 - Com Hem upphör att erbjuda sin kostnadsfria webbmejl-tjänst. Kunderna uppmanas byta till en tredjeparts e-postleverantör.
- 2021 - Com Hem som varumärke går i graven och alla tjänster som erbjudits marknadsförs nu under Tele2:s varumärke.

## Tjänster
Com Hem tillhandahöll bredband, digital kabel-TV och hemtelefoni via eget kabel-TV-nät och fiber.

## Marknadsföring
Sedan 2009 var Judit och Judit huvudkaraktärer i Com Hems marknadsföring. Reklamfilmerna anspelade ofta på olika populärkulturella fenomen som till exempel Gangnam Style, Epic split och Sagan om ringen. Konceptet Judit och Judit togs fram av reklambyrån King som även ligger bakom ICA:s reklamfilmer. Skådespelarna bakom Judit och Judit, Carina Perenkranz och Pernilla Parszyk, blev i stort sett folkkära. De tilldelades biopublikens pris för bästa reklam och toppade år 2013 Youtubes lista över svenska reklamfilmer med sin Gagnam Comhem-style. Det fanns även planer på att låta Perenkranz och Parszyk medverka i Melodifestivalen, men i sista stund sa SVT nej då de menade att de båda kvinnorna var alltför förknippade med varumärket Com Hem.

## Tv- och radioproduktioner
Com Hem Companiet var en tv-produktion av Com Hem som startade 2012 och lades ner 2013. Programmet sändes både digitalt och analogt via Com Hems egna tv-kanal. Avsnitten kom även ut på YouTube 
Telekompodden var en podcast av Com Hem som startades hösten 2015. Avsnitten fanns bland annat på acast 

## Kritik
Com Hem har fått kritik för sin kundservice. Under 2010 utökade företaget, som svar på kritiken, sin kundservice till att även kunna nås på Twitter och Facebook.
Den 5 maj 2009 slutade plötsligt Com Hems TV-sändningar, IP-telefoni, webbplats och internetuppkopplingar att fungera för 800 000 kunder i hela landet.  Detta skedde på grund av ett åsknedslag kl. 19:47 då en 400 kV stamnätsledning vid Hall i Södertälje tillhörande Svenska Kraftnät träffades av blixten.
Enligt informationschefen Janna Schibbye på Com Hem berodde felet på ett strömavbrott i utsändningscentralen i Nacka. Vid 23-tiden fungerade allt igen, enligt Maria Stråhle på Com Hem.
Dagen efteråt kritiserade flera tunga myndighetspersoner bolagets sätt att hantera driften:
Christoffer Karsberg, Post- och telestyrelsen:
Vi ser det här som en allvarlig incident som vi behöver granska nu.
Svante Nygren, Myndigheten för samhällsskydd och beredskap:
Avbrottet är "anmärkningsvärt" eftersom ett fel i en punkt slog ut så mycket av tjänsterna.
SVT:s VD Eva Hamilton:
Det tyder på allvarliga brister i säkerheten. Det är någonting som fungerat väldigt illa i det här fallet.

### Konkurrenter
- Boxer (köptes upp av Com Hem 2016[15])
- Canal Digital (Telenor)
- Telia Digital-TV
- Telenor
- Viasat (MTG/Kinnevik)
- Bahnhof (K.N. Telecom AB)

### Teknik
- DOCSIS
- Digital-TV
- Kabelmodem